# Ädelmetall

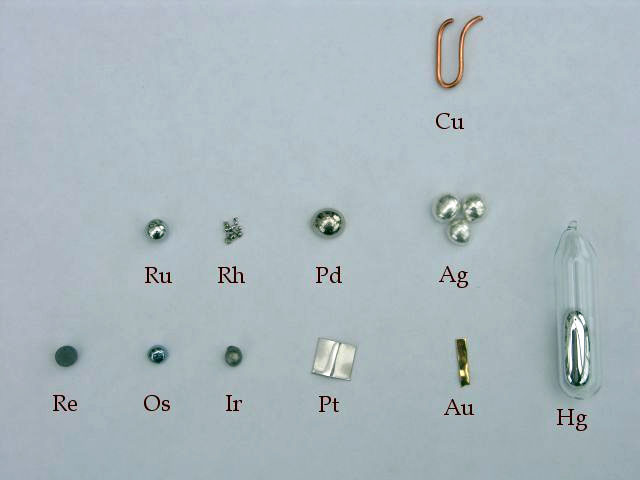
En samling ädelmetaller ordnade efter det periodiska systemet.

Ädelmetall eller ädel metall avser inom guldsmedskonsten främst arbeten i guld, silver och platina, och på senare tid även palladium, men inom kemin en vidare uppsättning metaller som utmärks av låg reaktivitet. Rodium används inom smyckestillverkning för att belägga en tunn yta av främst vitguldsarbeten med rodium elektrolytiskt, för att få vitguldet att se vitare ut. Silver rodieras ibland av estetiska skäl eller för att förhindra oxidation.
Historiskt sett har ädelmetaller haft betydelse som betalningsmedel, men används numera inom industrin eller ses som investeringsobjekt. Halten av guld i en guldlegering mäts i karat eller tusendelar. Silver stämplas i Sverige oftast med finhalten uttryckt i tusendelar. Till exempel sterlingsilver som stämplas 925 och verksilver 830.

## Mineralogi
Malm som lämpar sig för utvinning av ädelmetall kallas ädelmalm. Sverige har betydande förekomster som historiskt har spelat en stor roll, bland annat koppar vid Falu koppargruva och guld vid Boliden.

## Kemi
Kemiskt sett kännetecknas ädelmetaller av att de reagerar mindre med omgivningen jämfört med oädla metaller, samt att de generellt har en högre smältpunkt än andra metaller. Ädla metaller oxideras inte i utspädd saltsyra, då de till skillnad från de oädla metallerna inte avger elektroner till vätejonen. De är därför placerade till höger om väte i elektrokemiska spänningsserien. Till ädelmetallerna räknas normalt metallerna koppar, rutenium, rodium, palladium, silver, rhenium, osmium, iridium, platina, guld och kvicksilver.
| H  |    |    |    |    |    |    |    |    |    |    |    |    |    |    |    |    |    | He |
| Li | Be |    |    |    |    |    |    |    |    |    |    |    | B  | C  | N  | O  | F  | Ne |
| Na | Mg |    |    |    |    |    |    |    |    |    |    |    | Al | Si | P  | S  | Cl | Ar |
| K  | Ca | Sc |    | Ti | V  | Cr | Mn | Fe | Co | Ni | Cu | Zn | Ga | Ge | As | Se | Br | Kr |
| Rb | Sr | Y  |    | Zr | Nb | Mo | Tc | Ru | Rh | Pd | Ag | Cd | In | Sn | Sb | Te | I  | Xe |
| Cs | Ba | La | *  | Hf | Ta | W  | Re | Os | Ir | Pt | Au | Hg | Tl | Pb | Bi | Po | At | Rn |
| Fr | Ra | Ac | ** | Rf | Db | Sg | Bh | Hs | Mt | Ds | Rg | Cn |    |    |    |    |    |    |
| -- | -- | -- | -- | -- | -- | -- | -- | -- | -- | -- | -- | -- | -- | -- | -- | -- | -- | -- |
|    |    |    |    |    |    |    |    |    |    |    |    |    |    |    |    |    |    |    |
|    |    |    | *  | Ce | Pr | Nd | Pm | Sm | Eu | Gd | Tb | Dy | Ho | Er | Tm | Yb | Lu |    |
|    |    |    | ** | Th | Pa | U  | Np | Pu | Am | Cm | Bk | Cf | Es | Fm | Md | No | Lr |    |

## Guldsmedskonst
För guldsmeden är det främst guld, silver och platina som är ädelmetaller, men även rodium används vid plätering av framför allt vitguld och silver. På senare tid har även palladium använts vid tillverkning av framförallt vigsel- och förlovningsringar. Ädelmetallarbeten märks i många länder med en kontrollstämpel.
Som ädel metall räknas i Sverige enligt lagen 1999:779 ämnena:
- Guld
- Platina
- Silver

Därutöver stadgas att även arbeten av palladium med minsta renhet av 500/1000 är tillåtet att säljas som ädelmetallarbeten.
De tre första ämnena är mycket korrosionshållfasta. Silver svartnar visserligen under påverkan av svavel, men står sig ändå väl i normala miljöer, skadas ej av vatten.